# Salicornia pusilla
Salicornia pusilla là loài thực vật có hoa thuộc họ Dền. Loài này được J.Woods miêu tả khoa học đầu tiên năm 1851.